# شارون بيكر
شارون بيكر (بالإنجليزية: Sharon Baker)‏ (10 مايو 1938، سان فرانسيسكو في الولايات المتحدة - 4 يونيو 1991، سياتل في الولايات المتحدة)؛ روائية أمريكية.